# Asesinato de Amaia Azkue
El asesinato de Amaia Azkue Aldabaldetreku fue un caso criminal sucedido el 16 de marzo de 2011 en Azpeitia, Guipúzcoa. El caso tuvo interés mediático al haberse tratado su asesino de un menor de edad de 17 años llamado Ander Etxeberría.

## Involucrados
- Amaia Azkue Aldabaldetreku tenía 39 años cuando fue asesinada. Residente en Guetaria pero natural de Orio, realizaba su vida en Zarauz, era ama de casa, estaba casada y era madre de dos hijas pequeñas adoptadas. Descrita como una mujer natural y alegre, estaba volcada totalmente en su familia.

- Ander Etxeberría tenía 17 años al momento de los hechos. A pesar de venir de una buena familia y residir en una urbanización a las afueras de Azpeitia, fue descrito como un joven problemático, que ya había hecho prácticas reprobables para conseguir dinero, como vender un burro que era propiedad de su abuelo y hacer lo mismo con una trikititxa de la escuela a la que acudía para aprender a tocar este instrumento. El propio Ander admitió haber vendido en un establecimiento de compra de oro un anillo que su madre aseguró era de su propiedad, «de antes de casada».[2][3]Así mismo, no solía acudir regularmente a clases.

## Los hechos
La mañana del 16 de marzo de 2011, Amaia dejó a sus hijas en la escuela y se dirigió a Zarauz a comprar la comida de aquel día y a hacer recados cotidianos. Cerca de las 12 de ese mediodía fue a tomarse un café con una amiga suya en una cafetería del centro de Zarauz. Después de dejar a su amiga, se le pierde la pista. Según quedó probado, el día 16 de marzo de 2011, y de forma paralela, Ander se dirigió entre las 12.35 y 12.37 horas al párking del Eroski de Zarauz. Al parecer, allí se habría encontrado con Amaia, quién salía del supermercado de comprar comida y decidió abordarla a fin de robarla. La amenazó para que se subiera al interior de su vehículo y se dirigieran al embalse de Ibai-Eder, en el barrio rural de Nuarbe, perteneciente a Azpeitia.
Durante ese trayecto, amenazó a Amaia con una pistola de balines y, según se determinó, la agredió hasta en dos ocasiones en el trayecto al embalse, consiguiendo el PIN de las tarjetas de crédito. A su llegada al embalse de Ibai-Eder, Ander sujetó a Amaia y le destrozó el cráneo golpeándola varias veces con una piedra de gran tamaño, acabando con su vida prácticamente en el acto. 
Después, maniató el cuerpo sacando el cordón de uno de sus zapatos y arrojó el cadáver al embalse, posiblemente creyendo que se hundiría. Acto seguido, se deshizo de su documentación y pertenencias en un lugar cercano, se lavó las manos de sangre y abandonó el vehículo de Amaia en el santuario de Loyola, a las afueras de Azpeitia. Ese mismo día sacó 300 euros de un cajero de Azpeitia y días después lo intentó en otro en el centro de Zarauz, esta vez sin éxito.
Dos vecinas encontraron alrededor de las 5 de la tarde del mismo día 16 el cadáver de Amaia Azkue, con el cráneo totalmente reventado y con las manos maniatadas con una cuerda.

## Investigación y confesión
La Ertzaintza comenzó a investigar desde el primer momento. Únicamente contaban con la pistola de balines encontrada cerca del cadáver y la cuerda con la que había sido maniatada Amaia, ya que en esa zona, al ser tan recóndita, no habían testigos que pudieran ofrecer pistas.
No tardaron mucho en averiguar que la cuerda era en realidad el cordón de unas zapatillas deportivas, y gracias a una orden judicial consiguieron un listado de toda la gente que había comprado ese modelo de zapatillas. Eso, sumado a unas grabaciones de las cámaras de seguridad de los bancos donde Ander fue a sacar dinero, al llegar a casa de Ander y preguntar a su madre por él, ella confirmó que le había comprado ese modelo de zapatillas a su hijo y que además era un chico alto y fuerte, descripción que encajaba con lo que buscaba la Ertzaintza. Por eso mismo, llamaron a declarar al menor la mañana del 17 de agosto a la comisaría de Azcoitia. Ese mismo día, Ander se presentó en comisaría acompañado de su padre y un abogado para declarar, lo que hizo aumentar las sospechas de los investigadores. El mismo 17 por la tarde, finalmente se entrega ante la sede de la Fiscalía de Menores de la Audiencia Provincial de Guipúzcoa confesando ser el autor material del asesinato de Azkue. Etxeberría se entregó un solo día antes de cumplir los 18 años.

## Juicio y sentencia
A pesar de haber inicialmente confesado la autoría del asesinato de Amaia, Ander cambió no mucho después de versión, primero afirmando que detrás del crimen podrían estar unas personas que atracaron poco antes del crimen a la abuela de su novia, y poco después mantuvo que a Amaia la asesinó un hombre que le recogió en Zarauz haciendo autoestop, el cual le enseñó a Amaia maniatada en el maletero, obligando a Ander a tocar todas las partes del vehículo y amenazándole con hacerle lo mismo que a Amaia en caso de llegar a confesar. A pesar de que el juez calificó esta versión de "inverosímil, extravagante y no merecedora de crédito", Ander siguió con esta versión durante varios años.
En el año 2012, un año después del crimen, Ander fue juzgado a 10 años de internamiento en un centro de menores al encontrarse culpable del asesinato de Amaia, además de secuestro, robo, sustracción de vehículo y finalmente un delito contra la seguridad vial al haber conducido el coche de Amaia del embalse de Ibai-Eder al santuario de Loyola siendo menor, y por lo tanto careciendo de permiso de conducción. A pesar de tener 18 años en ese momento, cuando cometió los hechos era menor de edad, de ahí la baja condena, estipulada como la máxima aplicable con la ley del menor. Fue internado en el centro de menores de Ibaiondo, en Zumárraga. En el año 2014, finalmente reconoció ser el autor de la muerte de Amaia y pidió perdón a su familia, asegurando estar realmente arrepentido por sus actos.
En el año 2018, Ander quedó en régimen semiabierto y poco después fue puesto en libertad debido a su buen comportamiento.